# وربری
وربری (به فرانسوی: Verberie) یک کامین در فرانسه است که در Canton of Pont-Sainte-Maxence واقع شده‌است.

## خصوصیات
وربری ۱۵٫۰۵ کیلومترمربع مساحت و ۳٬۲۸۳ نفر جمعیت دارد و ۳۳ متر بالاتر از سطح دریا واقع شده‌است.

## نگارخانه

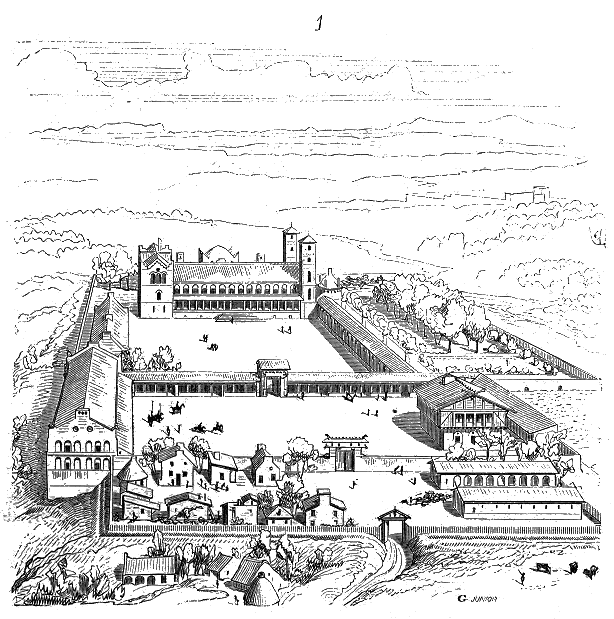
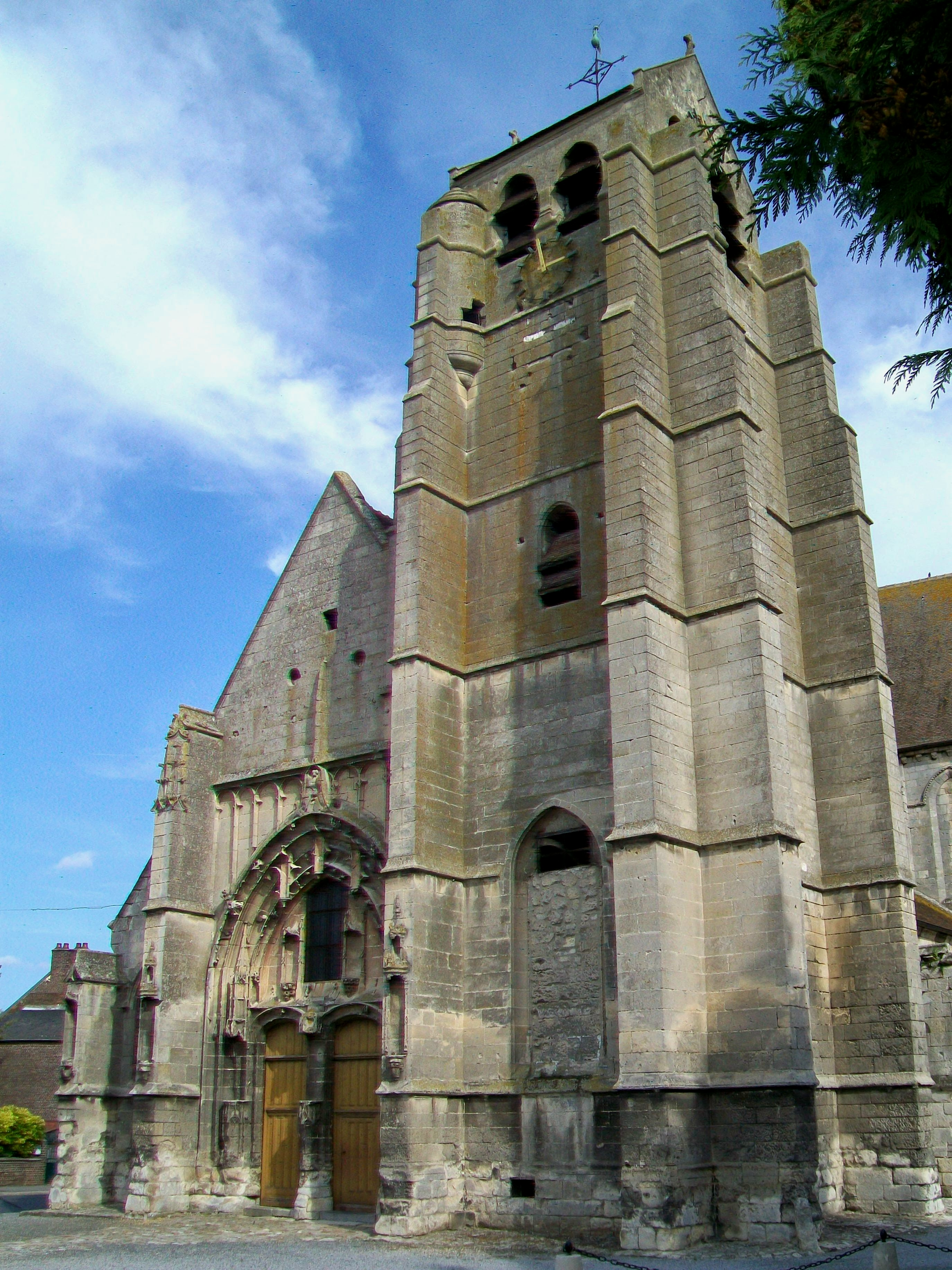
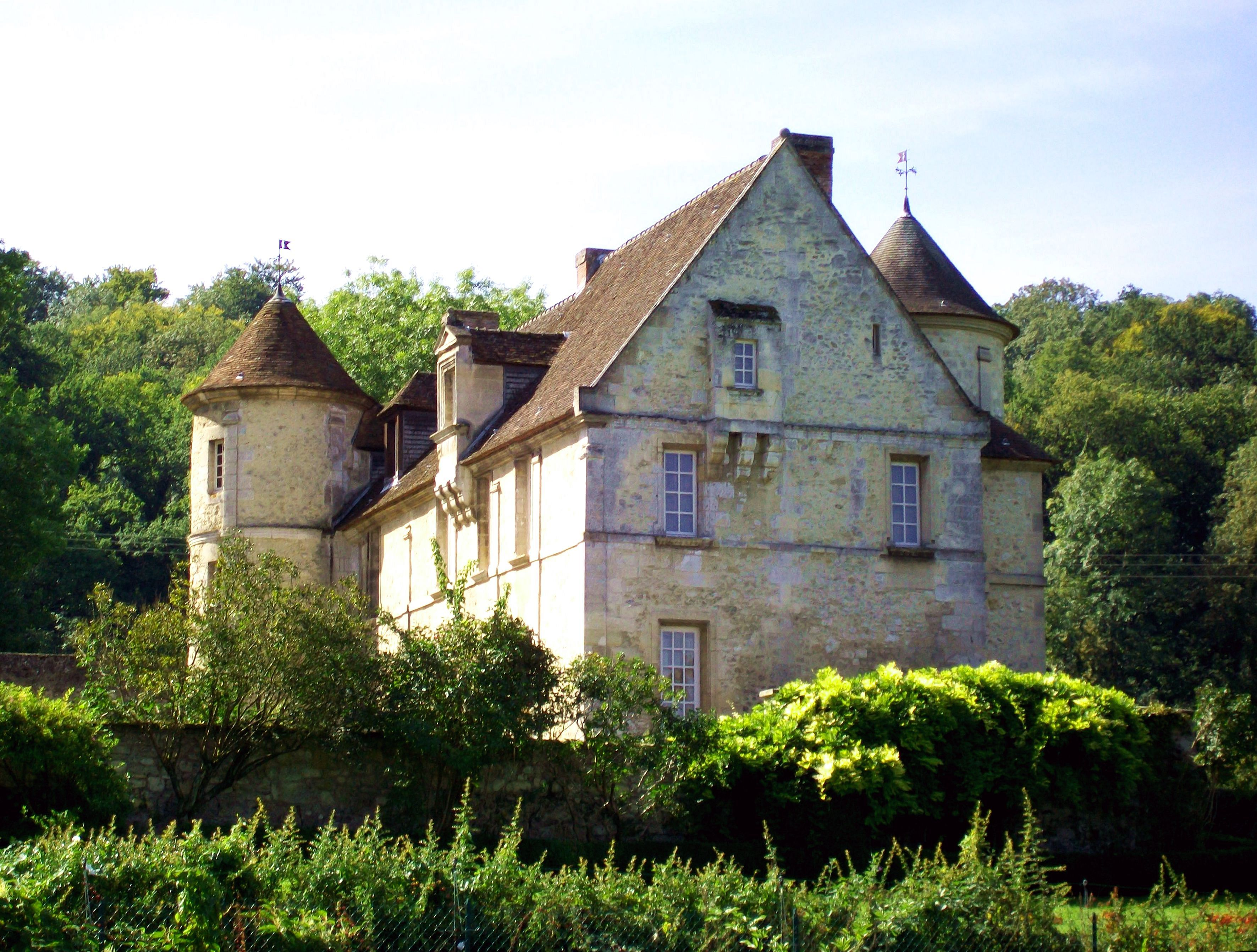
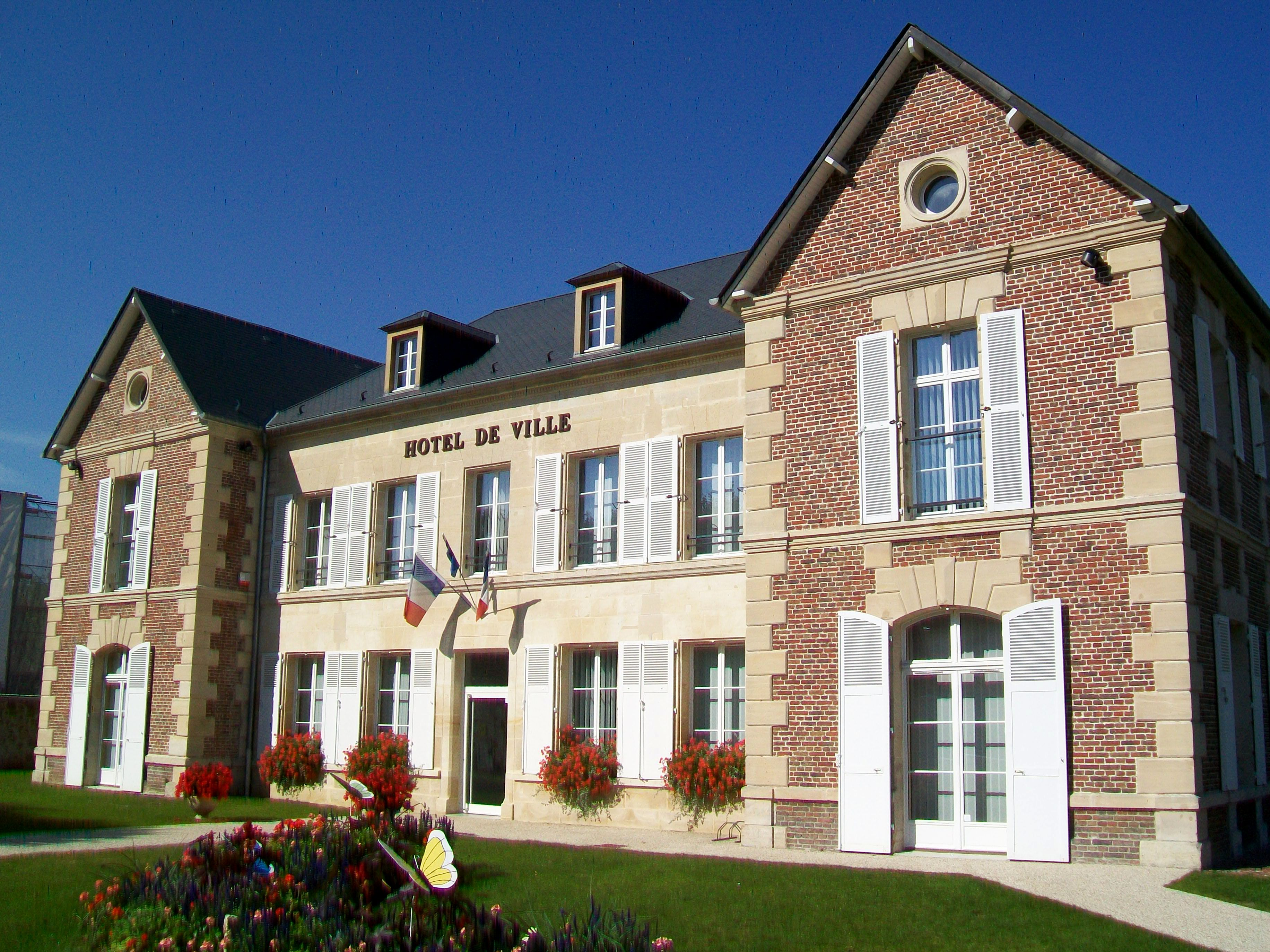
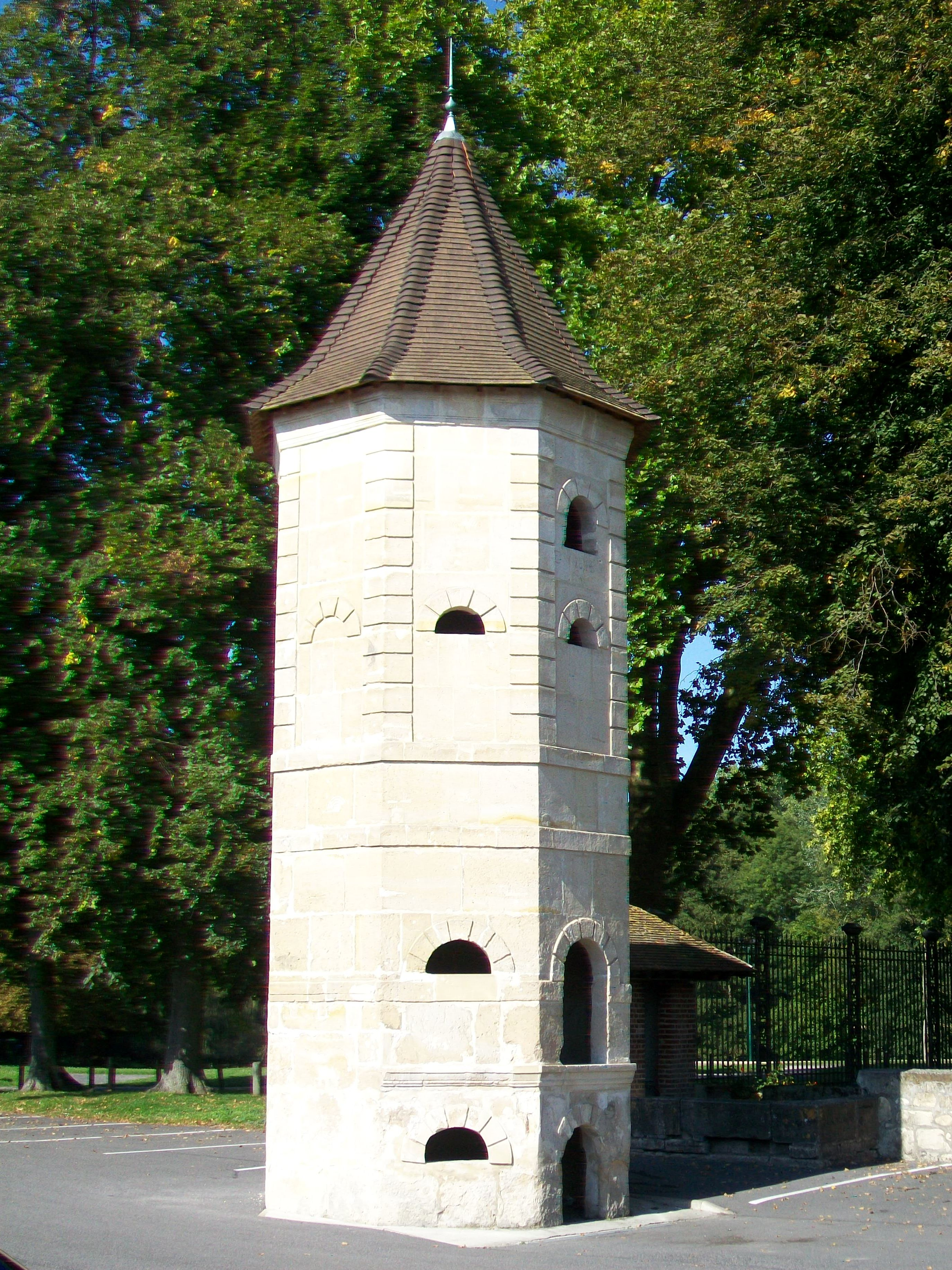
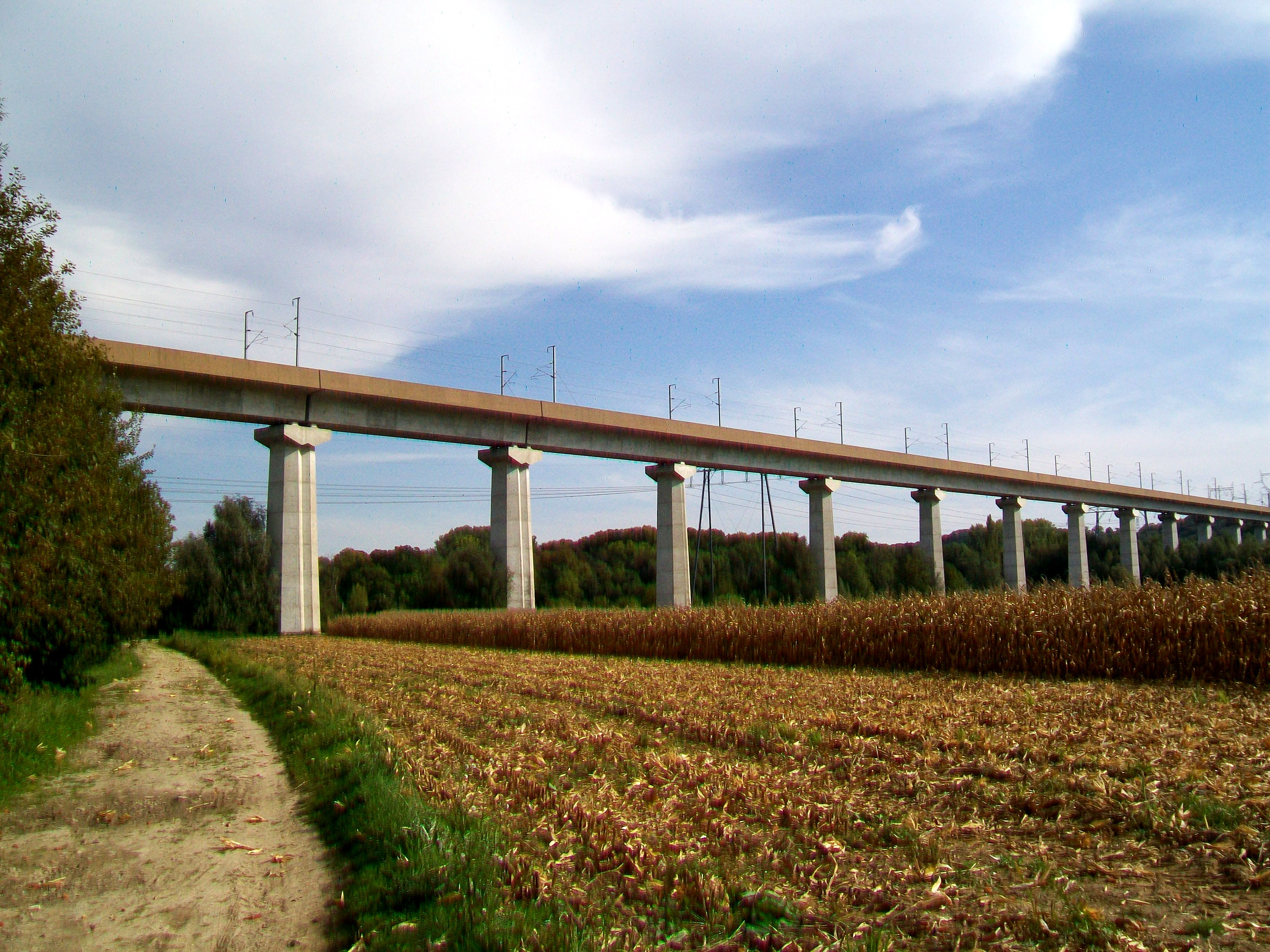